# 谢瑶
谢瑶（4世紀—？），字球度，陈郡阳夏人，谢安的长子，谢琰的哥哥。
谢瑶承袭了庐陵郡公的爵位，官至琅邪王友，很早就去世了，由儿子谢该承袭爵位。
谢瑶的夫人出自于琅邪王氏，是王颐之之女。谢瑶有子四人，谢该、谢模、谢澹、谢璞。